# Jaromír Vašků
Jaromír Vašků (14. prosince 1924 Prostějov – 22. dubna 2017 Brno) byl český patologický fyziolog, v letech 1970 až 1973 rektor Univerzity Jana Evangelisty Purkyně v Brně.

## Život
Narodil se v roce 1924 v Prostějově, kde v mládí absolvoval gymnázium. V roce 1950 se stal doktorem medicíny, když úspěšně absolvoval studium na Lékařské fakultě UJEP. Poté začal pracovat jako asistent na Katedře patologické fyziologie LF UJEP. V roce 1959 získal hodnost kandidát věd, o rok později se v oboru habilitoval a stal se vedoucím Katedry patologické fyziologie. V tomtéž roce se také stal proděkanem LF UJEP, jímž byl do roku 1962. V letech 1961 až 1962 absolvoval studijní pobyt v Montréalu (účastnil se objevuje kalcifylaxe), v roce 1962 byl jmenován mimořádným profesorem, v roce 1964 se stal doktorem medicínských věd a již v roce 1965 byl jmenován profesorem patologické fyziologie. Na Katedře patologické fyziologie Vašků působil až do svého odchodu do důchodu v roce 1990.
Během své kariéry získal řadu socialistických vyznamenání, jmenovitě nejdříve v roce 1984 vyznamenání Za zásluhy o výstavbu, Medaili Československé lékařské společnosti J. E. Purkyně, Zlatou medaili LF UJEP a Zlatou medaili LF UK, v roce 1986 pak Státní cenu Klementa Gottwalda, vedle toho dále například Zlatou plaketu ČSAV Za zásluhy o rozvoj biologických věd nebo cenu Literárního fondu za učebnici s názvem Patologická fyziologie. Byl členem řady odborných a zájmových organizací, jmenovitě Mezinárodní společnosti pro kardiologický výzkum, Mezinárodní společnosti pro umělecké orgány, Československé společnosti pro patologickou a klinickou fyziologii a také člen korespondent Československé akademie věd. Ve své odborné činnosti se zaměřoval nejvíce na výzkum v oblasti patologie myokardu a možností umělých náhrad srdce; pod jeho vedením došlo k vůbec prvním aplikacím umělých srdcí v Československu. V roce 1975 se začal intenzivně zabývat také chronickým účinkům záření na organismus.

### Rektor Masarykovy univerzity
Navzdory své jinak pozitivně hodnocené vědecké kariéře v oboru patologické fyziologie po invazi vojsk Varšavské smlouvy v srpnu 1968 z pozice normalizátora řídil stranické čistky na univerzitě, kterou vedl od roku 1970 po nuceném konci Theodora Martince ve funkci. Vašků sám ve funkci skončil v srpnu 1973, kdy jej nahradil umírněnější Vojtěch Kubáček.